# Bahreïn aux Jeux olympiques d'été de 2008
Bahreïn a participé aux Jeux olympiques d'été de 2008 à Pékin, avec une délégation de quinze athlètes. À cette occasion, le coureur de demi-fond d'origine marocaine Rashid Ramzi a remporté la toute première médaille olympique de l'histoire sportive de Bahreïn, médaille finalement retirée à la suite du dopage avéré de l'athlète.

## Liste des médaillés bahreïnis

### Médailles d'or
| Sport              | Discipline | Sportifs | Performance |
| Médailles d'or : 0 |            |          |             |

### Médailles d'argent
| Sport                  | Discipline | Sportifs | Performance |
| Médailles d'argent : 0 |            |          |             |

### Médailles de bronze
| Sport                   | Discipline | Sportifs | Performance |
| Médailles de bronze : 0 |            |          |             |

## Athlètes engagés

### Athlétisme
- Rakia Al-Gassra: 100 m dames, 200 m dames[1]
- Maryam Jamal
- Nadia Ejjafini
- Rashid Ramzi
- Youssef Saad Kamel
- Belal Mansoor Ali
- Tareq Mubarak Taher
- Aadam Ismaeel Khamis
- Khalid Kamal

#### Hommes
| euve          | Athlète              | Séries       | Séries | Quarts de finale | Quarts de finale | Demi-finales | Demi-finales | Finale       | Finale |
| euve          | Athlète              | Résultat     | Rang   | Résultat         | Rang             | Résultat     | Rang         | Résultat     | Rang   |
| ------------- | -------------------- | ------------ | ------ | ---------------- | ---------------- | ------------ | ------------ | ------------ | ------ |
| 800 mètres    | Belal Mansoor Ali    | 1 min 45.95  | 5e Q   | NC               | NC               | 1min 46.37   | 5e           | -            | -      |
| 800 mètres    | Yusuf Saad Kamel     | 1 min 46.94  | 2e Q   | NC               | NC               | 1 min 44.95  | 3e Q         | 1 min 44.95  | 5e     |
| 1 500 mètres  | Belal Mansoor Ali    | 3 min 36.84  | 6e Q   | NC               | NC               | 3 min 37.60  | 5e Q         | 3 min 35.23  | 7e     |
| 1 500 mètres  | Rachid Ramzi         | 3 min 32.89  | 1er Q  | NC               | NC               | 3 min 37.11  | 1er Q        | DSQ          | /      |
| 5 000 mètres  | Ali Hasan Mahboob    | DNS          | /      | -                | -                | -            | -            | -            | -      |
| 5 000 mètres  | Rachid Ramzi         | DNS          | /      | -                | -                | -            | -            | -            | -      |
| 5 000 mètres  | Aadam Ismaeel Khamis | 13 min 44.76 | 9e     | -                | -                | -            | -            | -            | -      |
| 10 000 mètres | Ali Hasan Mahboob    | NC           | NC     | NC               | NC               | NC           | NC           | 27 min 55.14 | 18e    |
| 3000m steeple | Tareq Taher          | 8 min 23.66  | 4e     | NC               | NC               | NC           | NC           | 8 min 21.59  | 11e    |

#### Femmes
| Épreuve     | Athlète            | Séries      | Séries | Quarts de finale | Quarts de finale | Demi-finales | Demi-finales | Finale      | Finale |
| Épreuve     | Athlète            | Résultat    | Rang   | Résultat         | Rang             | Résultat     | Rang         | Résultat    | Rang   |
| ----------- | ------------------ | ----------- | ------ | ---------------- | ---------------- | ------------ | ------------ | ----------- | ------ |
| 200 mètres  | Rakia al-Gassra    | 22.81       | 1er Q  | 22.76            | 1er Q            | 22.72        | 6e           | -           | -      |
| 1500 mètres | Maryam Yusuf Jamal | 4 min 05.14 | 1er Q  | NC               | NC               | NC           | NC           | 4 min 02.71 | 5e     |
| Marathon    | Nadia Ejjafini     | NC          | NC     | NC               | NC               | NC           | NC           | NP          | /      |

### Natation
- 2 participants